# Dr. Necmettin Şeyhoğlu Stadı
Das Dr. Necmettin Şeyhoğlu Stadı (auch Dr. Necmettin Şeyhoğlu Stadyumu, deutsch Dr. Necmettin-Şeyhoğlu-Stadion) ist ein Fußballstadion im türkischen Karabük und ist Heimstadion des Klubs Kardemir Karabükspor.

## Geschichte
Das Stadion wurde im Jahr 1998 erbaut und 2008 renoviert. Es besitzt eine Flutlichtanlage, außerdem bietet es Sitzplätze für 7.593 Zuschauer. Die Stätte wurde nach dem Bürgermeister der Stadt Karabük, Dr. Necmettin Şeyhoğlu, benannt. Er hatte die Position von 1968 bis 1973 und ein zweites Mal von 1984 bis 1987 inne.
Das Stadion wurde zwischen 2010 und 2014 umgebaut. Zu diesem Zweck wurden nacheinander alle vier Zuschauertribünen abgerissen und neu gebaut, ohne dabei den laufenden Spielbetrieb im Stadion zu behindern. So wurde die Zuschauerkapazität von bisher 7.500 auf 14.000 gesteigert.